# Loď Fortune (1621)
Fortune byla druhou anglickou lodí určenou pro kolonii v Plymouthu v Severní Americe. Do kolonie dorazila na podzim roku 1621, rok po lodi Mayflower. Plavba obou lodí byla financována Thomasem Westonem a dalšími londýnskými obchodníky sdruženými ve společnosti Merchant Adventurers. Společnost očekávala, že náklady na plavbu obou lodí kolonisté splatí kožešinami a dalším zbožím. Fortune, která byla mnohem menší než Mayflower, přepravovala třicet pět nových osadníků. Příprava na cestu trvala dva měsíce a loď dorazila na Cape Cod 9. listopadu 1621. Do samotné kolonie loď doplula koncem listopadu. Její příjezd nebyl očekáván a nebyl jen přínosem. Přivezla sice užitečné osadníky, z nichž mnozí byli silní, mladí muži, nepřivezla však žádné zásoby, což dále zhoršovalo už tak omezené potravinové zdroje kolonie. Loď zůstala v kolonii jen asi tři týdny a v prosinci se vracela do Anglie. Byla plně naložená cennými kožešinami a dalším zbožím, které bylo určeno jako splátka dluhu, který měli osadníci u Merchant Adventurers. Když se loď blížila k Anglii, místo toho aby zamířila k anglickému kanálu, způsobila navigační chyba, že loď plula k jihovýchodnímu pobřeží Francie, kde ji zajala francouzská válečná loď a celý náklad zabavila.

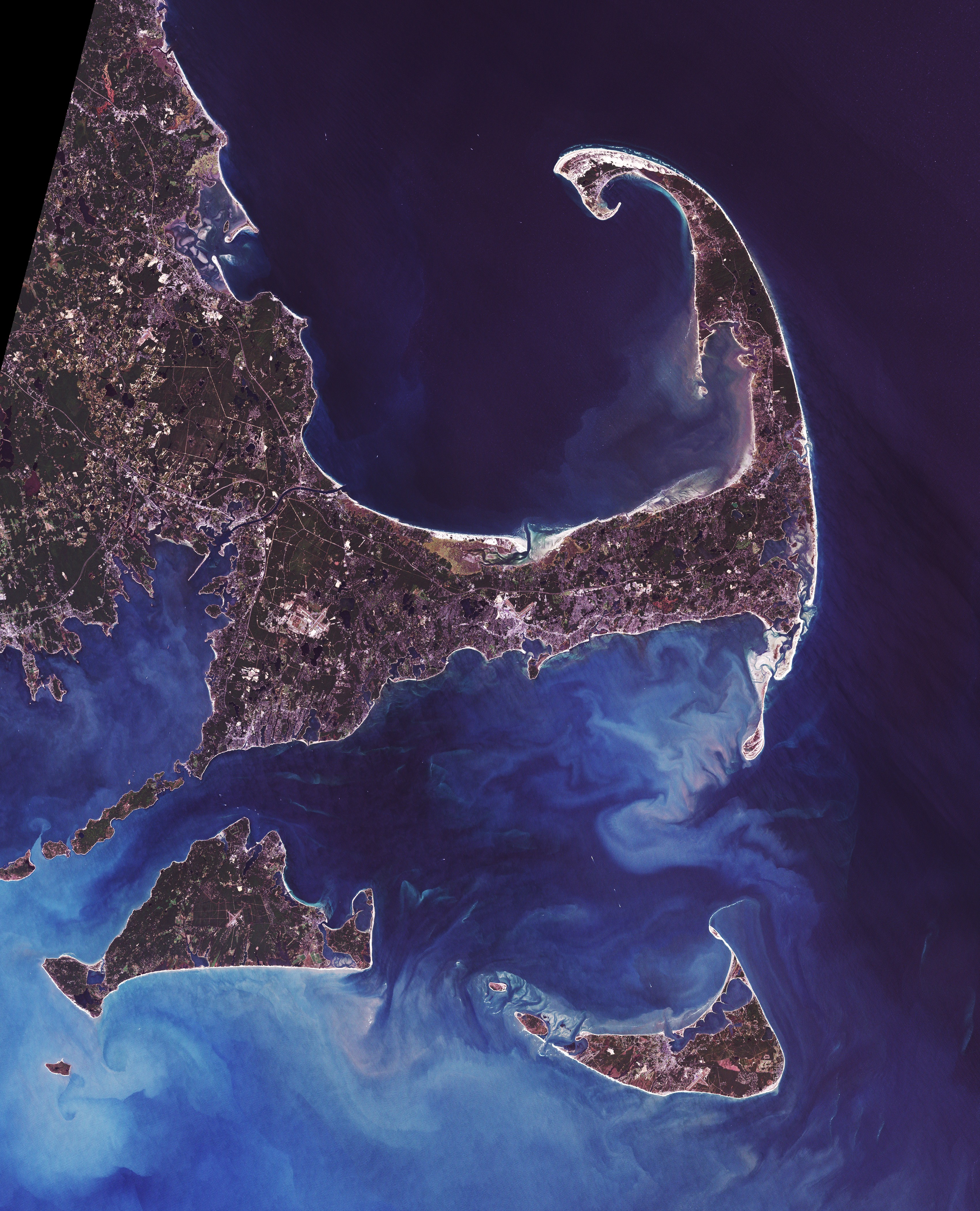
Cape Cod, foto září 2003

Fortune dorazila do Londýna v únoru 1622, více než dva měsíce poté, co opustila Plymouth, ale bez cenného nákladu. Weston tak přišel o svou investici. Jediný přínos plavby Fortune tak byl v příjezdu nových osadníků do kolonie, z nichž mnozí se stali v historii kolonie pozoruhodnými osobami.

## Přípravy na cestu
Fortune byla loď o výtlaku 55 tun a s třetinovou tonáží lodi Mayflower. Vezla do Plymouthu 35 nových osadníků. Jejich vůdcem byl Robert Cushman, který v roce 1620 za leidenskou komunitu organizoval v Londýně plavbu lodí Mayflower a Speedwell. Většinu cestujících Fortune pravděpodobně shromáždil v Londýně Thomas Weston a jeho obchodní společníci. Přesto že William Bradford uvedl, že na palubě Fortune bylo třicet pět osob, v dokumentu z roku 1623 o přidělování území je uvedeno pouze dvacet osm jmen jako noví majitelé země. Osmnáct osob je uvedeno jako svobodných, osm ženatých, jenž emigrovali bez svých rodin a Martha Fordová byla pravděpodobně jedinou ženou na lodi. Je také možné, že některé z chybějících sedmi osob v počtu cestujících byly manželky. Bradford tuto informaci neuvádí.
Podle historika Charlese Bankse, individuální záznamy ukazují, že šestnáct cestujících bylo určitě z Londýna nebo blízkého okolí, ze Stepney či Southwarku. Podle daňového seznamu z roku 1627 deset dalších cestujících jejichž původ nelze určit, buď brzy zemřelo, nebo kolonii opustilo.

## Příjezd na Cape Cod
Fortune dorazila na Cape Cod 9. listopadu 1621 a zůstala zde zakotvená po nějakou dobu poněkud podivně na špičce mysu, což osadníky vyděsilo. Mysleli, že by to mohlo být nepřátelské francouzské plavidlo. Když guvernér William Bradford obdržel zprávy o kotvící lodi, pověřil svého pomocníka Mylese Standishe, který sloužil v kolonii jako příslušník milice, dopravit na Burial Hill dělo, pro případ francouzského útoku. Novým osadníkům trvalo několik týdnů nalezení kolonie Plymouth a když Fortune konečně doplula do zátoky Plymouth a vyjasnilo se, že se jedná o loď anglickou, byli osadníci zbaveni obav a byli potěšeni. Ale během cesty z Cape Cod do Plymouthu byli noví osadníci šokováni neúrodným a bezútěšným pobřežím, stejně jako před rokem i cestující na Mayflower. Lidé na Fortune nevěřili, že v takové zemi lze vůbec existovat. Podle Bradforda „… a neviděli nic než pusté a neúrodné místo…“ A když viděli depresivní podmínky v jakých žijí lidé v kolonii, propadli panice. Byli tak sklíčeni a měli takové obavy z budoucnosti, že dokonce žádali velitele lodi aby s nimi odplul, neboť kolonie nesplnila jejich očekávání. Svůj požadavek stáhli, když jim bylo velitelem lodi slíbeno, že v případě potřeby je odveze na jih do Virginie.
Hlavním důvodem problémů při jejich příjezdu bylo jednak jejich chování a také vážný nedostatek jídla. Jak Bradford zaznamenal, „… když přistáli, neměli jsme pro ně žádný biscuit-cake, nebo jakékoli jiné viktoriánské jídlo, žádnou postel, hrnec ani pánev; žádné oblečení... “ Vláda kolonie nebyla potěšena tím, že Weston neočekávaně vyslal nové osadníky a bez zásob, bez věcí, kterými by kolonii podpořil. Ale pomoc, kterou Fortune přivezla, byla vítaná, neboť bylo zapotřebí mladých, silných mužů. Podle Bradfordu byli příchozí „chtiví mladí muži a mnozí z nich byli poněkud divocí.“

## Příjezd do kolonie Plymouth
Na rozdíl od podmínek na Mayflower o rok dříve byli všichni noví osadníci v dobrém zdravotním stavu. Jedna smrt byla zaznamenána brzy po příjezdu – Martha Fordová porodila syna. Její manžel William Ford zemřel stejně jako jeho syn. Na lodi bylo velké množství nevěřících cestujících, kteří dostali přezdívku "Strangers" (Cizinci). Mnoho z nich bylo svobodných mužů, jejichž počet výrazně převyšoval počet svobodných žen v kolonii. S novými osadníky měla kolonie celkem šedesát šest mužů a jen šestnáct žen. Je možné, že nedostatek žen mohl být jednou z příčin několika úmrtí v zimě roku 1621/22. Na každou ženu připadalo šest mužů. Další problém bylo ubytování nově příchozích. V malé kolonii pro ně žádné ubytování nebylo. Bradford byl nucen rozdělit pasažéry Fortune do sedmi již postavených domů a čtyř veřejných budov, v kterých byly pro mladé muže narychlo vybudovány společné ložnice. Asi největším problémem byl přetrvávající nedostatek potravy, který se s příjezdem Fortune ještě zhoršil. Weston nevybavil nové osadníky žádnými zásobami, a tak měla kolonie před sebou další těžkou zimu. Musela živit dalších 37 osob, a situace se blížila katastrofě. Bradford spočítal, že i kdyby se jejich denní dávky jídla snížily na polovinu, zásoba kukuřice by stačila pouze na šest měsíců. A tak poté, co po celý rok všichni tvrdě pracovali, od svého příjezdu před rokem přežili extrémní strádání, nyní čelili další tvrdé zimě s nedostatkem jídla. Bradford napsal, “... noví osadníci dostali jen poloviční příděl, stejně jako ostatní, bylo to tvrdé, ale lidé to snášeli trpělivě v naději na lepší (budoucí) zásobování.”

## Robert Cushmann a Merchant Adventurers
Jedním z důležitých pasažérů na palubě Fortune byl Robert Cushman, doprovázený synem Thomasem. Thomas se v později stal v kolonii duchovním. Robert Cushman byl londýnským agentem leidenské komunity a v roce 1620 se účastnil příprav na plavbu lodí Mayflower a Speedwell. V roce 1620 Cushman sjednal pro plavbu Mayfloweru finanční podporu u společnosti Merchant Adventurers. Bradford a další z leidenské komunity odmítli smlouvu v Southamptonu podepsat. Argumentovali tím, že smlouva je výhodná pro Merchant Adventurers a poškozuje osadníky. Cushman cestoval do Plymouthu s úmyslem přesvědčit kolonisty, aby dohodu, která nebyla podepsána déle než rok, schválili. Guvernéru Bradfordovi bylo jasné, že obchodní společnost zatím nedostala zpět nic ze svých investic. Po Cushmanově ujištění, že Westonovi mohou věřit, Bradford a ostatní dohodu, kterou Cushman přinesl od Merchant Adventurers, podepsali.

## Nakládání lodě
Aby osadníci společnosti Merchant Adventurers dokázali, že otázku splacení dluhu Thomase Westona a jeho společníků v Merchant Adventurers berou vážně, v prosinci 1621 po celé dva týdny nakládali Fortune bobřími a vydřími kožešinami, sasafrasovým dřevem a šindely vyrobenými ze štípaného dubu. Hodnota nákladu byla asi 400–500 liber, což by snížilo dluh kolonie vůči Westonovi a spol. o polovinu.

## Návrat Fortune do Anglie
Fortune zůstala v Plymouthu jen asi dva týdny a 13. prosince 1621 se vydala na cestu zpět do Londýna. Na palubě byl Robert Cushman, který nechal svého čtrnáctiletého syna Thomase v péči guvernéra Bradforda. Cushman nesl, kromě Bradfordova dopisu Westonovi, rukopis, který se stal neocenitelným historickým záznamem kolonistů o prvních třinácti měsících v Severní Americe, dnes známých jako Mourt’s Relation. Rukopis byl pravděpodobně sepsaný Williamem Bradfordem a Edwardem Winslowem a líčil první oslavu Dne díkůvzdání a bohatství Nového Světa.
Návrat Fortune do Anglie provázela smůla. Pro chybu v navigaci se loď odchýlila stovky kilometrů od kurzu na Anglii a plula jihovýchodně do francouzského Biskajského zálivu u pobřeží Vendée, severně od La Rochelle. Dne 19. ledna 1622 se pohybovala nedaleko opevněného ostrova Ile d'Yeu francouzská válečná loď. Fortune byla mimo kurs asi 350 kilometrů jižně od anglického kanálu. Nejspíš došlo k záměně Bretaňského poloostrova v západní Francii a poloostrova Lizard na jihozápadním konci Anglie. Poté loď sledovala francouzské pobřeží Atlantiku, kde ji zajala francouzská válečná loď. Přestože Fortune nebyla považována za nepřátelskou loď, Francie v tuto chvíli bojovala s povstaleckými Huguenoty a jakékoli anglické plavidlo bylo podezřelé z pomoci povstalcům. Sice se brzy zjistilo, že Fortune není pašerácká loď, přesto francouzský guvernér celý náklad zabavil. Velitele lodi a posádku držel guvernér na palubě a Cushmana uvěznil. Zabavil také rukopis Mourt’s Relation. Po 13 dnech byli všichni propuštěni i rukopisem, ale bez nákladu. Fortune dorazila do Anglie 17. února 1622.
Ztráta cenného nákladu způsobila vážnou finanční ztrátu společnosti Merchant Adventurers. V roce 1626 došlo k dohodě s vůdci Plymouthské kolonie, a k reorganizaci obchodní společnosti ve snaze obnovit finanční dohody aby kolonie mohla zaplatit svým věřitelům.

## Další lodě v Plymouth 1622–1624
Přestože další lodě, vezoucí nové osadníky, Anne a Little Johny, dorazily do Plymouthu až v létě 1623, nebyla kolonie zcela izolovaná. Občas připluly anglické rybářské lodě či plavidla financovaná společnostmi pro kolonizaci. Edward Winslow zaznamenal, že v červnu nebo červenci 1622 vpluly do Plymouthského přístavu dvě lodě, Charitie a Swan, financované Thomasem Westonem. Lodě přivezly asi padesát nebo šedesát kolonistů, kteří se plánovali usadit mimo oblast Plymouthu. Přijely i jiné lodě, šalupa Sparrow, v roce 1622 se krátce zastavila také Discovery plující z Virginie do Anglie. Cestující John Pory, úředník z Jamestownu, vezl dopis, chválící plymouthskou kolonii. V říjnu 1622 vyplula loď Paragon se šedesáti sedmi cestujícími, ale o dva týdny později se pro špatné počasí musela vrátit do Anglie. Paragon udělal další pokus dosáhnout Plymouthu v únoru 1623, ale zřejmě byl opět zahnán zpět a nikdy do Plymouthu nedoplul. Časem se k pobřeží Nové Anglie dostávalo stále víc anglických rybářských lodí. V roce 1624 kapt. John Smith oznámil: „Letos na pobřeží rybařilo asi 50 anglických lodí...